# Alliance pour le rétablissement de la démocratie
L'Alliance pour le rétablissement de la démocratie (ARD) était une alliance des deux plus grands partis politiques pakistanais de l'époque, le Pakistan People's Party et la Pakistan Muslim League (N), créée le 3 décembre 2000. Les deux partis étaient connus pour être les principaux partis modérés du Pakistan et représentaient ensemble la majorité de l'électorat pakistanais à l'époque.
L'ARD a été créée pour faire campagne en faveur du retour au pouvoir civil au Pakistan après le coup d'État militaire de 1999 dirigé par le général Musharraf et comprendrait plus d'une douzaine de partis politiques. L'alliance était convaincue que le peuple pakistanais ne méritait rien de moins qu'une occasion d'élire librement des dirigeants qui représentent ses vues et ses idéaux.
Il y a eu des cas de corruption et des allégations contre les deux dirigeants de partis politiques, mais ils n'ont toujours pas été prouvés et sont largement acceptés comme étant politiquement motivés. Makhdoom Ameen Faheem a démissionné de la présidence de l'ARD le 24 mars 2008 et Rao Javed Ali Khan en est devenu le président par intérim. L'ARD a par la suite été dissoute parce qu'elle n'a jamais réussi à mobiliser le soutien populaire contre le gouvernement de Pervez Musharraf. Par la suite, les deux principaux partis du Pakistan, PML (N) et PPP, ont disputé les élections législatives pakistanaises de 2008 de manière indépendante,.